# 妊活
妊活（にんかつ）とは、「妊娠活動」の略語。妊娠についての知識を身に付けたり、家族などとの話し合い、妊娠にあたって自身の身体の現状の把握、医療による不妊治療などといった一連の活動を指す。

## 概要
晩婚化、共働き世帯の増加、生活習慣の変化などの要因によって妊娠を望む健康な男女が避妊をせずに性交をしているにも関わらず、ある一定期間妊娠しない不妊の状態に対し、自然妊娠をしやすい環境づくりや不妊治療といった対応策が必要とされる。
特に1980年には26.4歳であった第1子出生時の母親の平均年齢が2015年には30歳以上にまで上昇しており妊活を必要とする人が増えている。
なお不妊の原因の約48%は男性側か男女双方にあるとされているため女性だけでなく男性も含めた妊活が必要である。

また女性の体についての授業として妊活を扱う中学校・高校が出始めている。マイナビウーマンが2012年1月に発表した働く女性へのアンケート結果によれば、妊娠というのは女性にとって大きなライフイベントであるが、妊活を行っているかどうかに対し「はい」と答えた回答者は10パーセントに満たなかった。
近年では妊娠検査薬や排卵日検査薬など関連する製品の開発製造をおこなう製薬会社による普及活動も広く行われている。